# Grimm (sèrie de televisió)
Grimm és una sèrie de televisió de drama i fantasia policial estatunidenca. Es va estrenar als Estats Units per la cadena NBC el 28 d'octubre de 2011. L'obra ha estat descrit com «un drama policial, amb un toc misteriós… un projecte fosc i fantàstic». Els episodis són vagament basats en contes, rondalles i llegendes compilats pels Germans Grimm o altres fonts semblants, encara que amb considerable llicència artística. Altres episodis són basats .
El 5 d'abril de 2016, la NBC va renovar Grimm amb una sisena i darrera temporada amb tretze episodis, estrenada el 6 de gener de 2017.

## Argument
La vida del detectiu d'homicidis de Portland a l'estat d'Oregon, Nick Burkhardt, pren un gir inesperat i perillós quan la seva tia materna, la dona que el va criar (Marie Kessler), li revela que és una persona dotada amb la capacitat de reconèixer tota classe de criatures sobrenaturals, que antany poblaven els boscos centreeuropeus, però que avui es troben al mig de la societat, però ocults a plena vista. Era el seu deure de combatre'ls i protegir les persones «normals» que n'ignoren l'existència. A partir d'aquest moment, Nick comprèn que la ciutat on viu és poblada per criatures del bosc eixits de mites, llegendes, i contes de fades, que abans considerava com éssers imaginaris i inofensius que només existien als contes infantils. Sense poder ignorar la trucada del destí ni abandonar el treball del dia a dia com a detectiu i la relació amb Juliette, la seva núvia, Nick comença una perillosa doble vida com a «policia-grimm» per complir aquesta missió.

## Personatges

### Principal
- David Giuntoli com Nick Burkhardt, el protagonista del programa.. Nick és un detectiu d'homicidis, sa tia Marie, li diu que és un descendent d'una línia de caçadors, anomenats Grimms, que barallen contra forces sobrenaturals. Fins i tot abans que les seves habilitats es manifestessin, Nick tenia una habilitat excepcional de fer deduccions ràpides i precises sobre les motivacions o el passat d'individus, que ara s'expressa com una habilitat de percebre el sobrenatural que ningú més no veu.
- Russell Hornsby com Hank Griffin, company detectiu i bon amic de Nick, no té ni idea de l'enorme secret del seu amic. Malgrat ignorar la realitat del món on viu, Hank és disposat a complir el seu treball professional i seriosament. Per una confessió de Nick, acaba adonant-se de la veritable naturalesa del món i la identitat del seu amic, .
- Bitsie Tulloch com Juliette Silverton, la núvia de Nick. Igual que Hank, no sap res sobre el secret del seu nuvi, encara que últimament ha estat molt prop de descobrir-ho. Amorosa, amable, valenta i intel·ligent, Juliette és una veterinària amb sentiments per Nick que l'han motivada a romandre al costat del seu estimat encara quan les coses semblen anar malament. Després d'un atac per part d'Adalind, Nick li explica la veritat amb l'ajuda de Monroe i Rosalee.
- Silas Weir Mitchell com a Monroe, un «llop feroç» que ajuda Nick. També és un bon amic de Nick, tot i que té alguns problemes amb els Grimms des que un d'ells va assassinar el seu avi (però reconeix que el seu avantpassat l'hi mereixia per haver matat un poble). Monroe està ben informat sobre les creatures sobrenaturals que Nick enfronta i serveix com una font directa d'informació a Nick. També va agafar casos en què Nick necessita un confident.
- Sasha Roiz com el Cpt. Renard, és el cap de la policia a Oregon i igual que Hank i Nick, el capità Renard és conscient del món delséssers mitològics. De fet, és el fill il·legítim d'un membre de la reialesa i una bruixa, encara que malgrat això té gran autoritat dins del món paranormal, i afirma que té plans per a Nick.
- Reggie Llegeix com el Sergent Wu, de procedència asiàtica, Wu sempre va participar en les escenes del crim de Hank i Nick, i és dels últims companys laborals de Nick que no ha descobert el món sobrenatural.
- Bree Turner com Rosalee Calvert, una fuchsbau que s'encarrega de la botiga del seu germà després que va ser assassinat. Rosalee va emportar Nick i Monroe en els seus esforços de proporcionar informació i remeis als problemes sobrenaturals, a més de començar una relació romàntica amb Monroe.
- Claire Coffee com Adalind Schade,[5] una bruixa i advocada. Per un seu intent d'assassinar la tia Marie, Adalind s'ha guanyat el menyspreu de Nick. Malgrat això, durant la cinquena temporada comença una relació d'amistat i posteriorment amorosa amb Nick.

### Secundaris
- Kate Burton com Marie Kessler, la tia de Nick i una Grimm excelsa. Malalt de càncer, mor als braços de Nick.
- Sharon Sachs com a doctora Harper, una mèdica forense que atén els cadàvers i com la resta dels companys de Nick, no sap res sobre la vera natura dels responsables dels crims que atén.
- Danny Bruno com Bud, un amistós però covard i alguna cosa ingenu Eisbiber. A diferència de Monroe o Rosalee no coneix pas a fons Nick i com a conseqüència, l'idolatra massa sense comprendre que Nick és un Grimm molt diferent dels seus ancestres.

## Terminologia
- Grimm: Són éssers humans amb el poder de reconèixer els Wesen, els que s'han atorgat el deure lluitar contra ells i protegir la humanitat del mal. El seu llinatge és un misteri, encara que se sap que han estat actius des dels temps antics, i entre els seus avantpassats podrien explicar-se un grup de cavallers croats de l'edat mitjana i els Endeichen Grimm, que eren esquadrons de mort sense cap classe de compassió per als Wesen. Les seves gestes i batalles contra els Fresin van ser relatades i publicades pels contes de fades al llarg dels segles. Fins ara els Grimms només han mostrat la capacitat de reconèixer els Wesen i es desconeix si posseeixen alguna altra habilitat sobrenatural (no obstant això, com ha demostrat la mare de Nick, si mostren una major capacitat física i cinètica que la mitjana dels humans, encara que es desconeix si això es deu a l'alt nivell d'entrenament en combat d'aquesta Grimm o a algun factor sobrenatural). D'altra banda sembla que els poders d'un Grimm que es poden heretar, ja que la família Kessler ha mostrat els poders des de moltes generacions.
- Wesen: Criatures criptozoològiques, la majoria d'ells amb aparença d'animals humanoides. Sota una forma humana, viuen ocultes en la societat, encara que els Grimm els poden reconèixer. Encara que la majoria de la humanitat els desconeixen, son presents al folklore, llegendes i rondalles. Cada wesen té una forma i poders diferents. A pesar que es va adverar que són perillosos i malvats per naturalesa, el caràcter amistós dels Eisbibers, els Reinigen, els Mauzhert, els Seelengunt i l'existència d'altres retirats de vides salvatges com els Wieder Blutbaden, com el cas en particular de Monroe, suggereixen que els Wesen no sempre són letals i probablement només obeeixin als seus instints més primitius.
- Monedes de Zacint: Fetes d'or, arsènic i mercuri a una mina d'or de l'illa de Zacint al segle viii aC. Aquestes monedes tenen un poder sobrenatural i devastador sobre qui les posseeix i li dota d'una influència carismàtica sobre els altres, suficient per dominar el món, encara que, al mateix temps, són perjudicials per a la salut, probablement per les components tòxics, arsènic i mercuri. Els Grimms són resistents al seu poder. És per això que són ells que les guarden i custodien per evitar que caiguin en males mans. Tenen gravades una esvàstica, antic símbol de bona fortuna, en una cara i el cap del lleó de Nemea en l'altra, com a símbol de riquesa i poder. Els imperis grec i romà (des dels emperadors Claudi fins a Calígula, passant per Neró), la dinastia Han i el Tercer Reich les haurien posseït.
- Les set cases reials: Són dinasties reials amb enorme poder i control al món sobrenatural. En els temps antics van dominar els Wesen amb ajuda dels Grimm. No obstant això quan els guerrers van començar a extingir-se, les set cases van perdre el poder. Aspiren a trobar un estrany tresor que prové del saqueig de Constantinoble, perquè pensen que pogués ajudar-les a tornar a dominar el món, en transformar estats democràtics en estats totalitaristes o imperialistes. Les cases reials van infiltrar els últims anys en les altes esferes polítiques dels països més poderoses del món per, quan arribi el moment, prendre el poder.
- Laufer o «La Resistència»: Una societat rebel que s'oposa contra del regne de les set cases.
- Woge: El nom de les transformacions que alliberen la veritable forma dels Wesen. Segons Monroe, el fenomen té dues etapes: primera una transformació involuntària que s'activa quan els wesen s'entusiasmen, s'espanten o es posen trists. Només són visibles per als Grimm i els wesen. La segona és voluntària i és visible per a tots: Grimms, altres Wesen i éssers humans. S'activa per emocions més fortes com la ira. Woge, en alemany significa ona.

## Desenvolupament i producció

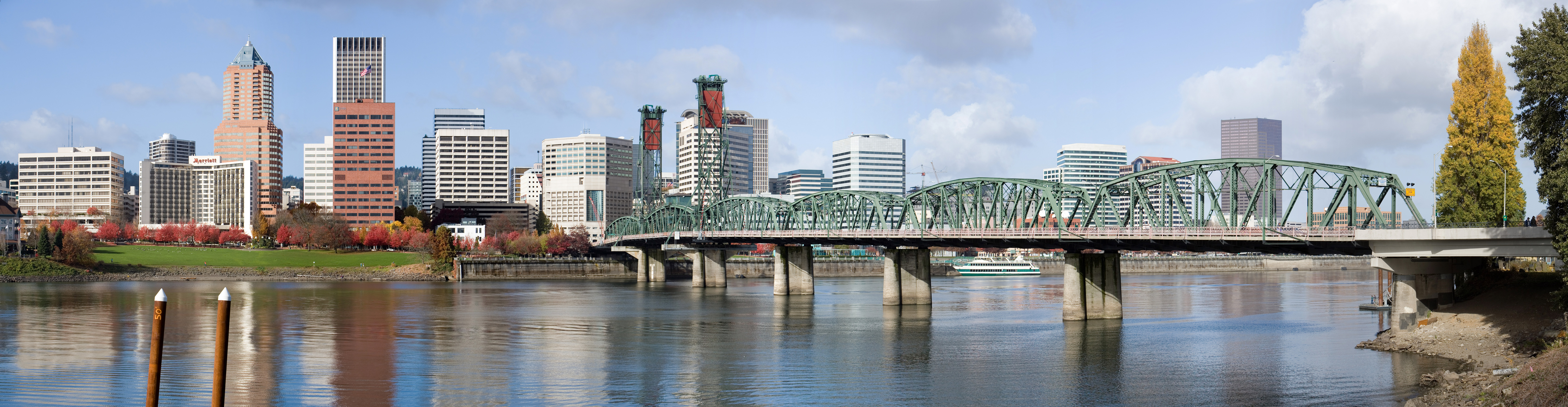
Les localitzacions més freqüents de la sèrie: El centre de Portland i el pont Hawthorne.

La NBC va ordenar la sèrie titulada Grimm el gener de 2011. David Greenwalt i Jim Kouf van escriure junts un episodi test dirigit per Marc Buckland, la filmació en va començar el març a Portland a l'estat d'Oregon. Els productors executius de la sèrie són Greenwalt i Kouf juntament amb Sean Hayes i Todd Milliner. La sèrie és produïda per Universal Mitjana Studios i Hazy Mills Productions i utilitza localitzacions de la ciutat de Portland i voltants, un decorat que Greenwalt i Kouf van triar pels amplis parcs boscosos com per exemple el Washington Park i Forest Park.
El 16 de març de 2012, la NBC va anunciar una segona temporada. D'acord amb els productors i guionistes David Greenwalt i Jim Kouf, van continuar filmant a Portland: «Plogui o faci sol, Portland roman l'escenari ideal per als contes de fades amb el seu encantador disseny. El paisatge és un personatge més de l'espectacle, la combinació perfecta d'un escenari urbà i rural».

### Càsting
David Giuntoli, que interpreta el personatge principal, Nick Burkhard i Silas Weir Mitchell com a Eddie Monroe van ser els primers actors triats. Poc després, Russell Hornsby i Bitsie Tulloch van ser seleccionats com el company de Nick, Hank Griffin, i la seva núvia, Juliette Silverton, respectivament. Dos anys després de l'estrena, l'actor Reggie Lee va revelar a una intervista que hauria volgut el paper d'Hank Griffin, però va perdre davant Hornsby. Els creadors de la sèrie nogensmenys van quedar encantats pel carisma de Lee, fins al punt que van crear al personatge Wu exclusivament per integrar-lo a la sèrie. Sasha Roiz va ser l'últim a ser seleccionat com el capità Renard.
Bree Turner, actriu convidada en quatre episodis de la primera temporada, va ser ascendida a protagonista a la segona, continuant el seu paper de Rosalee Calvert. En el curs de la segona temporada, Claire Coffee, molt popular entre els aficionats de la sèrie pel seu paper d'Adalind Schade es va integrar a l'elenc principal.

## Recepció i crítica
La sèrie ha rebut crítiques mixtes, amb una puntació de 55 sobre 100 a la web Metacritic.
Al principi de la primera temporada, Tim Goodman de The Hollywood Reporter va dir, «Té esgarrifances, humor i la capacitat de prendre una història rutinària i retorçar-la.» Mike Hali de The New York Times va comentar: «Algunes gràcies funcionen, i alguns dels esglais són de fet aterridors, i si el tornes a veure el talent i l'atenció al detall fan bona impressió.» Mary McNamara del diari Los Angeles Times va escriure que preferia la sèrie amb temàtica de contes de fades de l'ABC, Once Upon a Time, en comptes de Grimm, perquè, malgrat tenir un bon elenc i realització, Grimm té «una trama basada en monstres sortits de contes de fades que resulta una mica ximple» per als espectadors. «Tot això sumat, en resulta un entreteniment agradable i variat d'una hora».
Segons Daynah Burnett, que va comentar el programa a la revista en línia PopMatters: «mentre Grimm pren anàlegs de pes entre els nostres contes de fades i vilans, les històries són excessivament literals: llops orinant en les cantonades dels patis per marcar el territori, en comptes d'aguaitar (i marcar-los) en maneres menys òbvies i més significatives culturalment. Certament hi ha espai perquè aquests arquetips siguin explorats mentre la sèrie es desenvolupa, però quan el principal sospitós de Nick en el cas de Caputxeta Vermella resulta viure en una actual cabanya al bosc, no presagia res de bé com aquestes històries podrien reflectir les vides dels espectadors", i va donar una puntació de 4 sobre 10.
La segona temporada va rebre una resposta més favorable, amb una puntació de 73 sobre 100 a Metacritic, basat en quatre ressenyes. Mary Mcnamara de The Los Angeles Times va escriure, «és difícil no estimar un programa amb un botiguer bufó, i és impossible no estimar la segona temporada de Grimm.»
Mike Hali de The New York Times va dir de la temporada tres, «Grimm no és pas una sèrie profund (N'hi ha?), però n'hi ha pocs que són més divertiment pur –atractiu, intel·ligent, tens, divertit– amb un bon ritme i amb un elenc molt atractiu com són els amics i col·legues que ajuden Nick."

## Recepció a Espanya
La primera temporada de la sèrie va ser estrenada a la cadena privada Cuatro l'11 de juliol de 2012. Va collir una audiència mitjana, segons FormulaTV. Les següents temporades es van emetre a la cadena privada de pagament Calle 13.